# Jair Benítez
Jair Benítez Sinisterra (né le 11 janvier 1979 à Jamundí en Colombie) est un joueur de football international colombien, qui évolue au poste de défenseur.

## Biographie

### Carrière en sélection
Avec l'équipe de Colombie, il dispute 7 matchs (pour aucun but inscrit) entre 2005 et 2007. Il figure notamment dans le groupe des sélectionnés lors de la Gold Cup de 2005, atteignant les demi-finales.
Il participe également à la Copa América de 2007.